# Beverly D'Angelo
Pour les articles homonymes, voir D'Angelo.
Beverly D'Angelo est une actrice et chanteuse américaine, née le 15 novembre 1951 à Columbus (Ohio - États-Unis).

## Biographie
Beverly a une sœur, Priscilla, qui est violoniste. Son grand-père est Howard Dwight Smith (en). Il est l'architecte du stade de l'Ohio et de l'université de l'Ohio. Beverly a trois frères, Jeff, Tim et Tony.
Beverly a débuté au théâtre à Broadway en 1976, elle a joué Hamlet. Beverly a débuté à la télévision dans des séries en 1976, dans Captains and the Kings, elle a joué un petit rôle dans le film Annie Hall en 1977. Elle apparait dans les films, Doux, Dur et Dingue (Every Which Way But Loose), Hair, et Coal Miner's Daughter. En 1983, elle joue avec Chevy Chase dans le film Bonjour les vacances.

## Vie privée
En 1981, Beverly se marie avec Don Lorenzo Salviati. Ils se séparent en 1983 et divorcent en 1995.
De 1983 à 1988, Beverly vit avec Neil Jordan. Plus tard, Beverly fréquente  Anton Furst avant qu'il se suicide en 1991.
De 1997 à 2003, elle vit avec Al Pacino, avec qui elle a des jumeaux, Anton James et Olivia Rose (nés en janvier 2001).

## Filmographie

### Cinéma
- 1977 : Annie Hall de Woody Allen : une actrice dans le show TV de Rob
- 1977 : La Sentinelle des maudits (The Sentinel) de Michael Winner : Sandra, une des voisines de l'immeuble
- 1977 : First Love (en) de Joan Darling : Shelley
- 1978 : Doux, dur et dingue (Every Which Way but Loose) de James Fargo : Echo
- 1979 : Hair de Milos Forman : Sheila Franklin
- 1980 : Nashville Lady (Coal Miner's Daughter) de Michael Apted : Patsy Cline
- 1981 : Honky Tonk Freeway de John Schlesinger : Carmen Odessa Shelby
- 1981 : Paternity de David Steinberg : Maggie
- 1982 : Highpoint (en) de Peter Carter : Lise
- 1983 : Bonjour les vacances (National Lampoon's Vacation) de Harold Ramis : Ellen Griswold
- 1984 : Cash-Cash (Finders Keepers) de Richard Lester : Standish Logan
- 1985 : Get Out of My Room (en) de Cheech Marin : Harriet
- 1985 : Bonjour les vacances 2 (European Vacation) de Amy Heckerling : Ellen Griswold
- 1986 : Big Trouble de John Cassavetes : 	Blanche Rickey
- 1987 : In the Mood (en) de Phil Alden Robinson : Francine Glatt
- 1987 : Maid to Order (en) de Amy Holden Jones : Stella Winston
- 1987 : Un sketch (Aria) - Segment Rigoletto : Gilda
- 1987 : Tading Hearts de Neil Leifer (en) : Donna Nottingham
- 1988 : High Spirits de Neil Jordan : Sharon Brogan Crawford
- 1989 : Cold Front : Amanda O'Rourke
- 1989 : Le sapin a les boules (National Lampoon's Christmas Vacation) de Jeremiah S. Chechik : Ellen Griswold
- 1990 : Daddy's Dyin': Who's Got the Will? (en) de Jack Fisk : Evalita
- 1990 : Fenêtre sur Pacifique (Pacific Heights) de John Schlesinger : Ann Miller (non créditée)
- 1991 : L'Étrangère de Neil Jordan : Renee Baker
- 1991 : The Pope Must Die (en) de Peter Richardson : Veronica Dante
- 1991 : Lonely Hearts de Andrew Lane : Alma
- 1992 : Man Trouble de Bob Rafelson : Andy Ellerman
- 1994 : Jack l'Éclair (Lightning Jack) de Simon Wincer : Lana Castel
- 1995 : The Crazysitter : Edie
- 1996 : Au-delà des lois (Eye for an eye) de John Schlesinger : Dolly Green
- 1996 : Edie & Pen (en) de Matthew Irmas : Barlady
- 1997 : Nowhere de Gregg Araki : la mère de Dark
- 1997 : Bonjour les vacances : Viva Las Vegas (National Lampoon's Vegas Vacation) de Stephen Kessler : Ellen Griswold
- 1997 : Pterodactyl Woman from Beverly Hills (en) de Philippe Mora : Pixie Chandler
- 1997 : Merchants of Venus (en) de Len Richmond : Madame Cody
- 1998 : Illuminata de John Turturro : Astergourd
- 1998 : American History X de Tony Kaye : Doris Vinyard
- 1999 : Sugar Town d'Allison Anders et Kurt Voss : Jane
- 2001 : Happy Birthday de Helen Mirren : la femme au sac (cameo)
- 2001 : Women in Film : Phyllis Wolf
- 2001 : Hot Summer (Summer Catch) de Michael Tollin : la mère dans la maison de Lusty (caméo)
- 2003 : Where's Angelo ? de Harris Goldberg : la tante
- 2004 : Hair High de Bill Plympton : Darlene (voix)
- 2004 : King of the Corner (en) de Peter Riegert : Betsy Ingraham
- 2006 : Gamers: The Movie (en) de Chris Folino : la mère de Gordon
- 2006 : Mon vrai père et moi (Relative Strangers) de Greg Glienna (en) : Angela Minnola
- 2007 : Game of Life : Kathy
- 2007 : Battle for Terra de Aristomenis Tsirbas : Wright (voix)
- 2008 : Harold et Kumar s'évadent de Guantanamo (Harold & Kumar Escape from Guantanamo Bay) de Jon Hurwitz et Hayden Schlossberg : Sally
- 2008 : Super blonde (The House Bunny) de Fred Wolf : madame Hagstrom
- 2009 : Black Water Transit (en) de Tony Kaye : Valeriana Schick
- 2012 : Shakey, un amour de chien (I Heart Shakey) de Kevin Cooper : Sheila
- 2014 : Popcorn Ceiling : Jerri
- 2015 : L'Amour par accident (Accidental Love) de David O. Russell : Helen Eckle
- 2015 : Under the Bed : 	Sandra Monroe
- 2015 : Vive les vacances (Vacation) de John Francis Daley et Jonathan Goldstein : Ellen Griswold
- 2016 : Wakefield de Robin Swicord : Babs, la mère de Diana
- 2022 : Violent Night de Tommy Wirkola : Gertrude Lightstone
- 2024 : Summer Camp de Castille Landon (en) : Jane[1]

### Télévision
- 1987 : The Man Who Fell to Earth de Bobby Roth (adapté du roman de Walter Stone Tevis) : Eva Milton
- 1987 : La nuit tombe sur Manhattan (Hands of a Stranger) de Larry Elikann
- 1992 : Justice pour mon fils de Claudia Weill : Jerry Sherwood
- 1996 : Ma fille, ma rivale (Sweet Temptation) : Jesse Larson
- 1996 : Alliance fatale (Widow's Kiss) de Peter Foldy (en) : Vivian Fairchild
- 1999 : Le Manipulateur (Lansky), de John McNaughton (TV)
- 2003 : New York, unité spéciale (saison 5, épisodes 6, 7 et 10) : avocate de la défense Rebecca Balthus
- 2005 : Entourage (série télévisée) Saison 2 série télévisée : Barbara Miller
- 2007-2008 : New York, unité spéciale (saison 9, épisodes 6 et 16) : avocate de la défense Rebecca Balthus
- 2008 : Entourage (série télévisée) Saison 5 série télévisée : Barbara Miller
- 2010 : Cougar Town (série télévisée) : Sheila Keller
- 2010 : Scooby-Doo : Mystères associés (série télévisée) : Mom
- 2011 : Whitney (série télévisée) : Patti Morris
- 2012 : Shakey, un amour de chien (I Heart Shakey) : Sheila
- 2013 : Une mère indigne (The Good Mother) : Juge Kennedy
- 2014 : La Cerise sur le gâteau de mariage (The Michaels) : Millie Barnworth
- 2016 : Shooter (Shooter : Tireur d'élite) : Patricia Gregson
- 2018 - 2019 : Insatiable (série télévisée) : Stella Rose (5 épisodes)
- 2022 : New York, unité spéciale (saison 23, épisode 15) : Serafina Carisi
- 2023 : True Lies : Susan Trilby